# Stanoveț, Hust
Stanoveț (în ucraineană Становець) este un sat în comuna Drahovo din raionul Hust, regiunea Transcarpatia, Ucraina.

## Demografie
Componența lingvistică a localității Stanoveț
     Ucraineană (99,18%)
     Alte limbi (0,82%)
Conform recensământului din 2001, majoritatea populației localității Stanoveț era vorbitoare de ucraineană (99,18%), existând în minoritate și vorbitori de alte limbi.